# 斜脉暗罗
斜脉暗罗（学名：Polyalthia plagioneura）为番荔枝科暗罗属的植物，为中国的特有植物。分布于中国大陆的广东、广西等地，生长于海拔500米至1,000米的地区，多生在山地密林中及疏林中，目前尚未由人工引种栽培。

## 别名
九重皮（广西大苗山）；厚皮林（广东阳春）